# Adesmia grandiflora
Adesmia grandiflora es una especie de planta floral del género Adesmia, categorizada en la tribu Dalbergieae, de la familia Fabaceae.

## Distribución
Especie nativa de Argentina. Crece en el bioma subtropical.

## Taxonomía
Fue descrita por Gillies ex Hook. & Arn. y publicada en Bot. Misc. 3: 190 (1833).